# ألفارو كيسادا
ألفارو كيسادا (بالإنجليزية: Alvaro Quezada)‏ هو لاعب كرة قدم أمريكي في مركز الوسط، ولد في 4 مارس 1999 في غرناطة هيلز ‏ في الولايات المتحدة. لعب مع UC Irvine Anteaters men's soccer ‏.

## وصلات خارجية
- ألفارو كيسادا على موقع الدوري الأمريكي (الإنجليزية)
- ألفارو كيسادا على موقع قاعدة بيانات كرة القدم.إي يو (الإنجليزية)